# The Box
The Box —conocida en español como La caja y como La caja mortal— es una película del género cine negro y ciencia ficción, protagonizada por Cameron Diaz y James Marsden, escrita y dirigida por Richard Kelly, y estrenada el 4 de diciembre de 2009. Está basada en el cuento del escritor Richard Matheson "Botón Botón". 
La película está ambientada en 1976.

## Argumento
El film se inicia con una explicación de que en el momento en que se estaba desarrollando un proyecto en unas instalaciones de la NASA, justo en medio de una tormenta eléctrica un rayo cae dentro de un galpón e impacta a un científico a quien se da por fallecido. Sin embargo, él revive en el hospital a pesar de sus graves quemaduras y los doctores se sorprenden porque sus capacidades intelectuales están acentuadas. Dicho científico, mientras está en observación, inventa una caja con un pulsador y poco después desaparece de las instalaciones sin volver a saberse más de él.
Norma (Cameron Diaz), una profesora de escuela secundaria y Arthur Lewis, un ingeniero de la NASA a cargo del proyecto Viking, son un matrimonio de los suburbios con un niño pequeño llamado Walter. No todo va bien en la vida de este matrimonio ya que ella tiene una discapacidad en un pie que requiere una millonaria operación, y él es rechazado para ingresar a un proyecto rentable de la NASA. Además la beca de estudios de Walter es cancelada por lo que el matrimonio ve mermada sus proyecciones económicas.
Un día Norma recibe un paquete de un desconocido muy carismático cuyo rostro esta parcialmente desfigurado. El paquete y su contenido conllevan consecuencias fatales e irrevocables para el destino de los Lewis. En su interior hay una caja de madera elaborada que contiene en su parte superior un botón de pulsador.
Al día siguiente, el misterioso desconocido, que se hace llamar Arlington Steward (Frank Langella), se presenta y con un comportamiento muy circunspecto entrega el mensaje de que se compromete a otorgar a su propietario US$ 1.000.000 en efectivo si se oprime el botón pulsador. Pero al pulsar este botón se provoca al mismo tiempo la muerte de otro ser humano en algún lugar del mundo, alguien que no conocen y probablemente nunca conocerán. Por el solo hecho de dejarlo entrar a la casa, Norma gana US$ 100.
Le explica que tiene tan solo 24 horas para tomar su decisión y se retira. Norma y Arthur se encuentran en la encrucijada de un dilema moral sorprendente ya que debe enfrentar la verdadera naturaleza de su humanidad y sus ambiciones personales. Si no lo hacen, la caja es retirada y ofrecida a otra persona y pierden el dinero.
Lo que no saben es que, en caso de pulsar el botón, la siguiente vez que se ofrezca a alguien pulsar el botón de la caja uno de ellos será la víctima y el otro el asesino.

## Reparto
- Cameron Diaz como Norma Lewis.
- James Marsden como Arthur Lewis.
- Frank Langella como Arlington Steward.
- Deborah Rush como Clymene Steward.
- Sam Oz Stone como Walter Lewis.
- Ryan Woodle como Lucas Carnes.
- James Rebhorn como Norm Cahill.
- Holmes Osborne como Dick Burns.
- Celia Weston como Lana Burns.
- Andrew Levitas como black ops Carson.
- Allyssa Maurice como Suzanne Weller.

## Premios
54.ª edición de los Premios Sant Jordi
| Categoría                          | Candidato      | Resultado |
| ---------------------------------- | -------------- | --------- |
| Mejor actor en película extranjera | Frank Langella | Ganador   |